# 記者
記者，正式名称为新闻工作者（Journalist），是媒體從業人員中，從事訊息採集和新聞報導工作的人。记者是受过训练的个人，能够收集文本、音频或图片形式的信息，将其处理为具有新闻价值的形式并将其传播给公众。主要由新闻工作者完成的行为或过程称为新闻。

## 角色
记者可以是广播、印刷、广告和公共关系人员，并且根据新闻形式，记者一词还可以根据他们在过程中扮演的角色包括各种类别的个人，包括记者、通讯员、公民记者、编辑、社论作家、专栏作家和摄影记者。
记者是一类记者，他们研究、撰写和报道信息，以便利用消息来源进行呈现。 这可能需要进行采访、信息收集和撰写文章。记者可能会在新闻编辑室或家里工作，以及出去见证事件或采访人物。记者可能会被分配到特定的报道范围或区域。
李普曼在他最著名的著作《舆论》（1922年）和《幻影公众》（1925年）中指出，大多数人缺乏能力、时间和动力来跟踪和分析困扰社会的许多复杂政策问题的新闻。 他们也常常不直接经历大多数社会问题，或者直接获得专家的见解。 新闻媒体往往过于简单化问题并强化刻板印象、党派观点和偏见，从而使这些限制变得更加严重。 因此，李普曼认为公众需要像他这样的记者，他们可以充当专家分析员，引导“公民更深入地了解真正重要的事情”。
2018年，美国劳工部的职业展望手册报告称，“记者、通讯员和广播新闻分析师”这一类别的就业人数在2016年至2026年间将下降 9%。

## 工作
記者最主要的工作，就是代替廣大的民众前往事情發生的現場，或是接觸新聞事件的當事人，並將事情的真相及其代表的意義，透過報導呈現於大眾媒體之上，協助媒體達成守望、教育、討論、娛樂等功能。由於記者擁有閱聽人賦予的權力，所以也被冠以「無冕之王」的雅稱。
一般而言，記者主要在報社、電視台、廣播電台、雜誌社、通訊社等機構工作。網路出現之後，也有部分記者替網路媒體（網路報）或專業網站工作。許多政府機關、社團內，也有編制內的記者。還有不在固定媒體工作的記者，一般稱為「自由撰稿人」或「自由記者」，接受媒體委託、擔任特約記者、或靠投稿維持生計。
記者的表現方式可以分為報導、專題、調查採訪、專訪、深度報導等等。但通常還需經過編輯台的處理。
在媒體生態異常的情況下，部分記者抄襲網路上的討論文章，未經求證直接拍攝電腦屏幕畫面，即成一篇「報導」。但是，由於記者生存於各大媒體之中，記者的文稿大多數仍必須由主編審閱過後，才能夠發表成為新聞，因此，有些人認為是媒體主編主導了記者的絕大部分形象；另由於商業媒體以追求收視率、點閱率、發行量為目的，因此，也有人認為是閱聽人的口味形塑了媒體主編的視角。換言之，這樣的問題應該是由媒體管理階層與閱聽大眾共同造成的一種後果。

## 新闻自由
记者有时会面临危险，尤其是在武装冲突地区或不尊重新闻自由的国家进行报道时。 无国界保护记者和记者委员会等组织发布关于新闻自由的报告并倡导新闻自由。保护记者委员会报告说，自1992年至2011年11月，全世界已有887名记者因谋杀（71%）、交火或战斗（17%）或危险任务（11%）被杀害。
自2016年以来，每年发生在非冲突地区的记者遇害事件比发生在武装冲突国家的还要多。据报道，从2020年到2021年6月末，全世界共有86名记者遇害。针对记者犯罪不受惩罚的现象仍普遍存在，每10起案件中，有九起未判定加害方的罪责。在很多情况下，有罪不罚现象是司法系统本身的瓶颈造成的。
除了身体上的伤害，记者也受到心理上的伤害。这尤其适用于战争记者，但他们所供职的媒体往往不知道如何恰当地对待他们暴露在危险中的记者。 因此，强烈需要为受创伤的记者提供系统和可持续的心理支持方式。然而，到目前为止，只有很少和零散的支持计划存在。另外，在线下和线上，女记者都特别容易受到基于性别的威胁和骚扰。
国际媒体权利组织保护记者委员会表示，2011年全球各地有至少46名记者被杀害。巴基斯坦连续2年成为记者殉职最多的国家。总部位于纽约的保护记者委员会发布的《新闻工作者所受袭击》年度报告称，随着政治骚乱席卷阿拉伯世界，记者们在报道街头抗议等危险任务时的死亡人数在2011年达到创纪录的水平。这份报告说，有17名记者在执行危险任务时死亡。以事件发生的国家来看，巴基斯坦发生了7起记者死亡事件，位居首位；而利比亚和伊拉克分别发生了5起，列在第2位，墨西哥发生了3起。摄影师和摄像人员占死亡记者总人数的40%左右。该组织说，互联网记者的死亡人数提高了。在2008年之前，很少有互联网记者死亡，2011年则有9名网络新闻记者被杀害。2011年的记者死亡人数比2010年多2人。

## 职业生涯

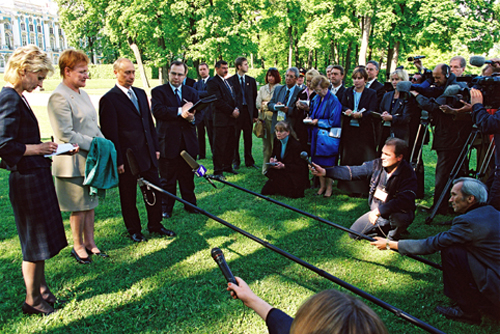
普京在接受记者的采访

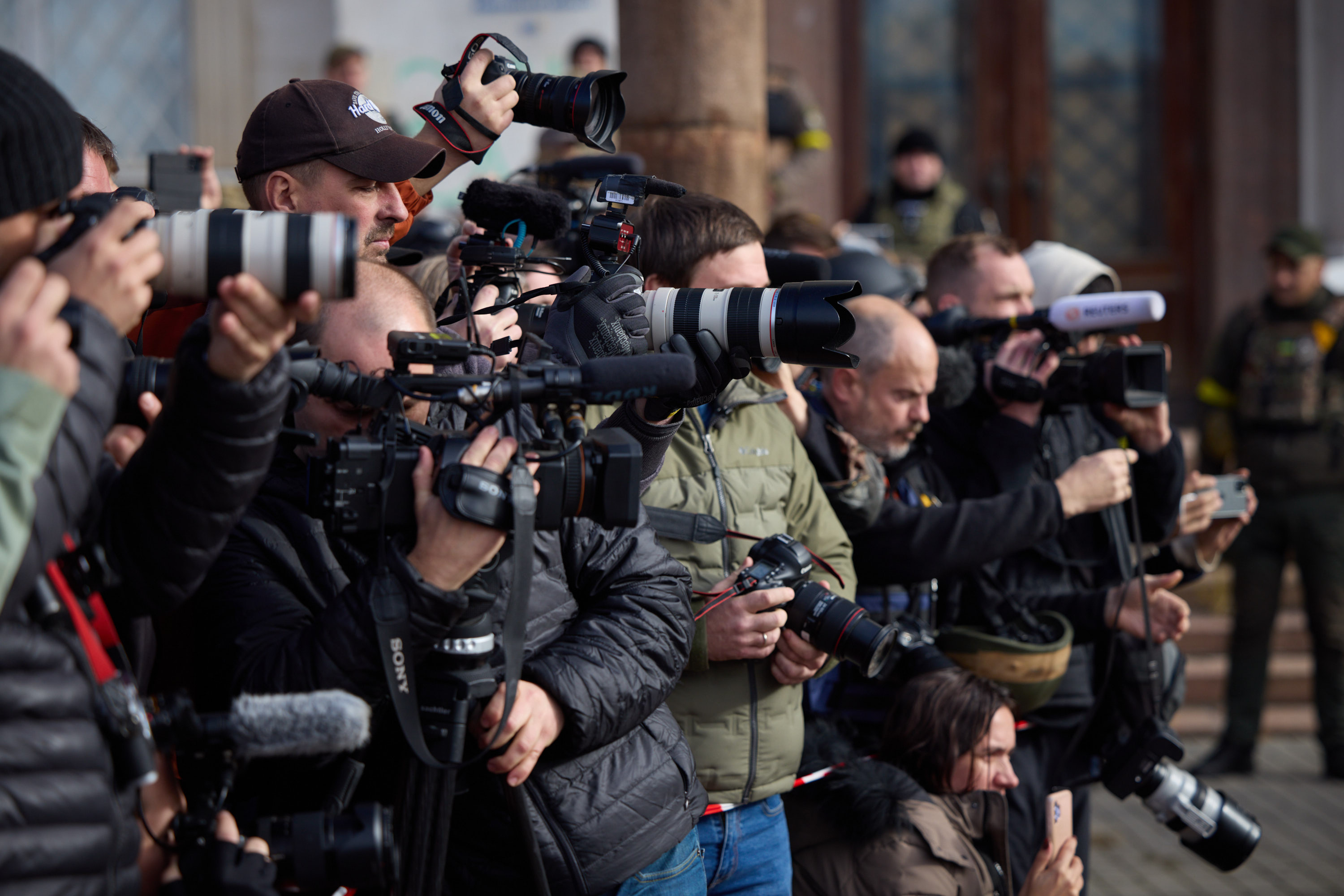
在烏克蘭採訪的記者

在新聞自由的國家，通常不限制記者的學歷或條件，所以從事記者工作有許多不同的管道。很多記者在大學或研究所就讀新聞学、傳播学等科系，畢業之後立即投入新聞工作，是最典型的一條路。在美国，几乎所有记者都上过大学，但只有大约一半主修新闻学。在电视或报纸工作的记者比在通讯社、广播电台或新闻杂志工作的记者更有可能在大学学习过新闻学。
在德國等地，記者也可能是先完成其他專業學位後，才就讀短期的新聞學校，培養新聞採訪、寫作能力，或是高中畢業後進入媒體實習，由媒體負責教育。此外，政治学、法学、社會学、歷史学、文学等专业的毕业生，因為所學與記者工作相近，擔任記者的也很多。
在中国大陆，从事新闻记者需具备大学专科以上学历和经国务院有关部门认定的新闻采编从业资格，中国大陆新闻记者职业资格考试办法要求实行全国统一考试制度，由国家统一组织、统一时间、统一大纲、统一试题、统一标准，并要求报名人员必须遵守中华人民共和国宪法和法律，拥护中国共产党领导和社会主义制度。法律明文規定記者要取得官方認可的資格，並領有官方簽發的記者證。而採訪活動需取得相關政府部門批准，否則屬「非法採訪」。
香港法律沒有專門法律規範新聞採訪。香港記者協會主席楊健興認為，採訪沒有合法與否之分。不過自2019年反修例運動期間，香港警方以「假記者」為由，經常驅趕和指罵記者，更截查拍攝警方的市民。香港記者協會質疑警方誤導市民，擔憂新聞自由受損。到2020年7月21日元朗襲擊事件一週年抗議中，警方更多次包圍和截查身穿反光衣的記者，並以不受薪非工作、沒持有香港記者協會證件和商業登記證明為由，向多名網媒和學生媒體的記者發出違反限聚令告票。記協指目前法例無規定新聞工作者必須符合特定條件才承認為「記者」，指警方無權自行對『記者』的身份作出定義及進行篩選。要求警方停止濫用公權力，和阻礙記者採訪。記協主席楊健興指警方自行定義「誰是記者」，是毫無法律基礎。認為不應該只憑身上的證件、衣着或裝備來判斷。浸大新聞系高級講師呂秉權認為，警方行動是違背新聞自由的原則，明顯打壓新聞自由。
除了規模較小的地方媒體，可能每個記者都要負擔該媒體所有領域的新聞之外，否則一般記者都有所謂的「路線」。在綜合性的媒體當中，記者依照個人背景、專業教育、機運等，分為下面幾種路線，但實際上隨媒體的不同，有時候路線可以非常精細。在人口較多、版圖較廣的國家中，記者通常有典型的職業生涯，一開始通常在地方媒體工作，採訪的路線又以市政类或犯罪类为主，之後再慢慢從地方媒體進入全國性媒體，同時也有機會採訪黨政、財經等其他路線新聞，或轉入媒體的言論體系，擔任主筆、評論員或專欄作家等職務。
離開記者職務後，許多人也會從事公關、行銷行業，例如在企業的公關部門任職、擔任行銷主管或發言人，或是成為文學創作者。在媒體環境惡劣的地方，許多記者在媒體工作時就會細心經營與企業的關係，為未來生涯鋪路，但卻因此嚴重影響媒體報導的公正性。在媒體環境尚未完全透明的地方，許多記者也會收取紅包。
专业记者和消息来源之间的关系可能相当复杂，而消息来源有时会对记者撰写的文章产生影响。 文章“妥协的第四产业”使用赫伯特·甘斯的比喻来描述他们的关系。 他用舞蹈比喻“探戈”来说明他们互动的合作性质，例如“探戈需要两个人”。 赫伯特表示，消息来源经常处于领先地位，但记者普遍反对这一观点，因为这标志着新闻制作中的来源至上，也冒犯了强调独立和编辑自主权的记者职业文化。

## 記者类型
- 駐地記者：媒體派遣往其所在地以外城市或國家工作的記者，通常稱為特派記者或特派員。

- 特约记者：媒体以邀请的形式请有派驻在新闻发生地的媒体记者来为自己媒体报道新闻。

- 特派記者：突發事件發生時即時被派往事發地點採訪的記者。

- 工商記者：在某些國家，許多記者的工作與公關、廣告業務緊密結合在一起。

- 戰地記者：在戰場上報導的驻地記者。

- 狗仔队：專門跟蹤知名人士，例如藝人、政治人物、皇室成員、體育明星等的記者。